# Бёрнс, Боб
Роберт Льюис «Боб» Бёрнс младший (англ. Robert Lewis "Bob" Burns Jr.; 24 ноября 1950 — 3 апреля 2015) — американский барабанщик, наиболее известный как участник оригинального состава сатерн-рок-группы Lynyrd Skynyrd.

## Биография
В 1964 году Бёрнс помог Гари Россингтону и Ларри Джунстрому основать Lynyrd Skynyrd . Он играл в её составе до 1974 года, хотя по некоторым сведениям он в первый раз оставил группу в начале 1970-х годов. Бёрнс играл в ранних демозаписях группы, датированных 1970 годом, хотя в сборнике ранних записей Skynyrd's First and... Last в некоторых песнях, записанных в 1971 году на барабанах играет Рики Медлок. Однако в этом же сборнике в песнях, записанных в 1972 году, на ударных вновь играет Бёрнс. Возможно в 1971 году он временно оставил коллектив и вернулся в него год спустя. В этот короткий период Рики Медлок иногда играл вместе с Бёрнсом на одной сцене и таким образом у Lynyrd Skynyrd какое-то время было два барабанщика, как в The Allman Brothers Band.
Бёрнс принял участие в записи двух первых официальных альбомах группы: (Pronounced 'Lĕh-'nérd 'Skin-'nérd) и Second Helping. В 1974 году Бёрнс, устав от гастрольной жизни, оставил Lynyrd Skynyrd и был заменён Артимусом Пайлом
. В 1996 году Боб снялся в документальном фильме, посвящённом группе, — Freebird: The Movie. 13 марта 2006 года он временно воссоединился с Lynyrd Skynyrd вместе с Гари Россингтоном, Билли Пауэллом, Эдом Кингом и Артимусом Пайлом по случаю введения группы в Зал славы рок-н-ролла.

## Смерть
3 апреля 2015 года Бёрнс погиб в автокатастрофе в штате Джорджия; его автомобиль врезался в дерево, предварительно сбив почтовый ящик.